# چیخا گورا
چیخا گورا (به لهستانی:  Cicha Góra) یک روستا در لهستان است که در گمینا نوو تومشل واقع شده‌است. چیخا گورا ۳۹۰ نفر جمعیت دارد.